# 森英治
森 英治（もり ひではる、1958年2月26日 - ）は、日本の作曲家、編曲家、キーボーディスト。大阪府出身。大泉学園中学校、慶應義塾大学商学部卒業。
三人組のバンド「ピカソ」のキーボード担当。現在はテレビドラマ・映画・アニメなどの音楽を手掛ける他、編曲家としても活動している。兄は、作詞家の森雪之丞。

## 主な音楽担当作品

### 映画
- 公園通りの猫たち（1990年）
- 天国の大罪（1993年）
- めざましテレビ にゃんこ THE MOVIE（2006年）
- 子宮の記憶 ここにあなたがいる（2007年）
- めざましテレビ にゃんこ THE MOVIE 2（2007年）
- めざましテレビ にゃんこ THE MOVIE 3（2009年）
- 昴 -スバル-（2009年）
- 僕らのワンダフルデイズ シーラカンズ プロデュース・音楽（2009年）
- めざましテレビ にゃんこ THE MOVIE 4 （2010年）
- めざましテレビ にゃんこ THE MOVIE 5 （2012年）
- 劇場版 ファイナルファンタジーXIV 光のお父さん（2019年）

### ドラマ
- あいつがトラブル（1989年）
- オンリー・ユー〜愛されて〜（1996年）
- ナチュラル 愛のゆくえ（1997年）
- DRAMA COMPLEX「薔薇の微笑 愛すれど心哀しく」（2006年）
- 役者魂！（2006年）
- 百鬼夜行抄（2007年）
- 働きマン（2007年）
- ハリ系（2007年）
- 幸福（しあわせ）のスープはいかが?（2009年）
- インディゴの夜（2010年）
- 天使の代理人（2010年）
- さくら心中（2011年）
- 鈴子の恋（2012年）
- ぼくの夏休み（2012年）
- 白衣のなみだ（2013年）
- 天国の恋（2013年）
- 碧の海〜LONG SUMMER〜（2014年）
- ほっとけない魔女たち（2014年）
- 癒し屋キリコの約束（2015年）
- ドラマスペシャル 叡古教授の事件簿（2016年）
- 中国ドラマ 麻雀 Sparrow（2016年）S.E.N.S. Project名義
- 中国ドラマ 麗王別姫 〜花散る永遠の愛〜（2017年1月 - 2月）S.E.N.S. Project名義
- ファイナルファンタジーXIV 光のお父さん （2017年）
- 中国ドラマ 三国志〜司馬懿 軍師連盟〜 （2017年）S.E.N.S. Project名義
- トットちゃん!（2017年）S.E.N.S. Project名義
- 越路吹雪物語（2018年）
- 中国ドラマ 笑傲江湖 レジェンド・オブ・スウォーズマン（2018年）S.E.N.S. Project名義
- モコミ〜彼女ちょっとヘンだけど〜（2021年）
- 6秒間の軌跡〜花火師・望月星太郎の憂鬱（2023年）
- 6秒間の軌跡〜花火師・望月星太郎の2番目の憂鬱（2024年）

### ドキュメンタリー
- 中国CCTVドキュメンタリー「第三極」（2015年）S.E.N.S. Project名義

### アニメ
- めぞん一刻 完結篇（1988年）
- らんま1/2（1989年）
- YAWARA!（1989年）
- ワイルド7 another -謀略運河-（2002年）
- ダヤンの冒険物語 トリポカの謎（2005年）
- xxxHOLiC（2006年）- S.E.N.S. Project名義
- xxxHOLiC◆継（2008年）- S.E.N.S. Project名義
- 絶対やれるギリシャ神話（2008年）
- 源氏物語千年紀 Genji（2009年）- S.E.N.S. Project名義
- 空中ブランコ（2009年）
- 君に届け（2009年）- S.E.N.S. Project名義
- GIANT KILLING（2010年）
- 君に届け 2ND SEASON（2011年）- S.E.N.S. Project名義
- 豆富小僧（2011年）- S.E.N.S. Project名義
- ブラック★ロックシューター（2012年）
- プピポー!（2013年）
- 超爆裂異次元メンコバトル ギガントシューター つかさ（2014年）
- チェインクロニクル 〜ショートアニメ〜（2014年）
- 俺物語!!（2015年）S.E.N.S. Project名義
- 君に届け 3RD SEASON（2024年）- S.E.N.S. Project名義

### CM
- 放置少女「放置しよう、いまだ!」篇 （2022年）

### 他アーティストへの提供作品
- SKE48「バンジー宣言」（2010年）- 作曲
- NMB48「100年先でも」（2013年）- 作曲
- 元ちとせ「えにしありて」（2022年）- 作曲・編曲

## 主な編曲作品
- 五木ひろし
  - シングル「千秋一夜」（1995年）
- かの香織
  - アルバム『Fine』（1991年）
  - アルバム『Vita』（1993年）
  - アルバム『Familia』（1993年）
- 杏子
  - 「DISTANCIA〜この胸の約束〜」（1992年）
  - 「心のベクトル」（1993年）
  - 「アネモネ〜プロローグ〜」（1993年）
  - 「あなたに還りたい」（1995年）
  - 「Dear Me」（1995年）
  - 「BREAK UP (Never Cry)」（1997年）
  - 「ごめん」（1997年）
  - シングル「イコール ゼロ」弦アレンジ（1999年）
  - 「ジェラシー」弦アレンジ（1999年）
  - シングル「永遠という場所」弦アレンジ（1999年）
  - シングル「ユメオチ」弦アレンジ（2000年）
  - 「阿佐谷北 3:00am」弦アレンジ（2000年）
  - 「Down Town Christmas (Reprise)」弦アレンジ（2012年）
- さかいゆう
  - 「君と僕の挽歌」弦アレンジ（2012年）
  - 「もしも あの朝に…」弦アレンジ（2012年）
  - 「キミのいない食卓」弦アレンジ（2014年）
- 高橋洋子
  - シングル「もう一度逢いたくて」（1992年）
- 引田香織
  - 「手の中の永遠」（2008年）
- 福山雅治
  - アルバム『BOOTS』（1992年）
- MOJO CLUB
  - シングル『君が降りてきた夏』弦アレンジ（1990）
- 山崎まさよし
  - シングル「僕はここにいる」弦アレンジ（1998年）
- 雪村いづみ
  - アルバム『I'm a Singer』（1994年）
- テレビドラマ「Only You 愛されて」（1996年）